# Guerra Civil do Iêmen de 1994
A Guerra Civil do Iêmen de 1994 foi um conflito ocorrido em maio-julho de 1994 entre partidários e membros das forças armadas dos antigos estados do Iêmen do Norte e do Iêmen do Sul, resultando na derrota destes últimos e no exílio de vários dos líderes  do Partido Socialista Iemenita e outros separatistas do sul, marcando a posterior reunificação do país.

## Antecedentes
A República do Iêmen foi declarada em 22 de maio de 1990, com Ali Abdullah Saleh como presidente e Ali Salim al-Beidh como vice-presidente. O Grande Iêmen tinha sido politicamente unido pela primeira vez em séculos. A unificação dos sistemas políticos e econômicos dos dois países ocorreria ao longo de 30 meses. Nesse tempo, um parlamento unificado foi formado e uma constituição única foi elaborada.
As eleições foram realizadas em abril de 1993, e diante do resultado desfavorável, o vice-presidente Ali Salim Al-Beidh retirou-se para Aden em agosto de 1993 e afirmou que não retornaria ao governo até que suas reivindicações fossem ouvidas. Estas incluíam o fim da violência dos nortistas contra o seu Partido Socialista do Iêmen, assim como o fim da marginalização econômica do sul. As negociações para acabar com o impasse político se arrastaram até 1994, o que fez  o governo do primeiro-ministro Haydar Abu Bakr Al-Attas, ex-primeiro-ministro do Iêmen do Sul, tornar-se ineficaz devido as disputas políticas internas.
Um acordo entre os líderes do norte e do sul, foi assinado em Amã, na Jordânia, em 20 de fevereiro de 1994, mas isso não pode deter a guerra civil. Durante essas tensões, tanto o exército do norte como o do sul, seguiam formando instituições distintas e estavam guarnecendo as antigas fronteiras.

## Eventos
Em 27 de abril, uma grande batalha de tanques irrompeu em 'Amran, perto de Sanaa; ambos os lados acusam o outro de iniciá-la. Em 4 de maio, a força aérea sulista bombardeou Sanaa e em outras áreas no norte do país, a força aérea nortista respondeu bombardeando Aden. O presidente Saleh declarou estado de emergência de 30 dias e os cidadãos estrangeiros começaram a se retirar do país. O vice-presidente al-Beidh foi oficialmente demitido. O Iêmen do Sul também disparou mísseis Scud em Sanaa, matando dezenas de civis. O primeiro-ministro Haidar Abu Bakr al-Attas foi demitido em 10 de maio depois de apelar por ajuda externa para acabar com a guerra.
Os líderes sulistas se separaram e declararam a República Democrática do Iêmen em 21 de maio de 1994, que não obteve nenhum reconhecimento internacional. Em meados de maio, as forças do norte começaram a marchar em direção a Aden; a importante cidade de Ataq, que permitia o acesso aos campos de petróleo do país, foi tomada em 24 de maio. O Conselho de Segurança da ONU aprovou a Resolução 924 pedindo por um fim aos combates e um cessar-fogo. Um cessar-fogo foi obtido em 6 de junho, porém durou apenas seis horas; negociações simultâneas para acabar com o conflito no Cairo também fracassaram e as tropas nortistas entraram em Aden em 4 de julho. Os partidários de Ali Nasir Muhammad prestaram uma grande assistência às operações militares contra os separatistas e Aden foi capturada em 7 de julho de 1994. A resistência rapidamente desmoronou e a maioria dos seus líderes militares e políticos fugiram para o exílio.
Quase todos os combates da guerra civil de 1994 ocorreram na parte sul do país, apesar de ataques aéreos e de mísseis contra as principais cidades e instalações do norte. Os sulistas buscaram apoio de estados vizinhos e receberam bilhões de dólares em equipamentos e assistência financeira, principalmente da Arábia Saudita, que sentira-se ameaçada por um Iêmen unificado. Os Estados Unidos repetidamente pediam um cessar-fogo e um retorno à mesa de negociações. As várias tentativas, incluindo por um enviado especial das Nações Unidas e da Rússia, foram infrutíferas para efetuar um cessar-fogo.

## Consequências
O presidente Saleh impôs seu controle absoluto sobre todo o país. Uma anistia geral foi declarada, com exceção de 16 figuras do sul; porém somente contra quatro foram abertos processos judiciais - Ali Salim al-Beidh, Haydar Abu Bakr Al-Attas, Abd Al-Rahman Ali Al-Jifri e Salih Munassar Al-Siyali - por desvio de fundos oficiais.
Os líderes do Partido Socialista do Iêmen reorganizado após a guerra civil elegem um novo Politburo em julho de 1994. No entanto, muito de sua influência havia sido destruída durante a guerra. O presidente Ali Abdullah Saleh foi eleito pelo parlamento em 1 de outubro de 1994 para um mandato de cinco anos. No entanto, permaneceu no cargo até 2012.
A partir de 2007, surge um grupo chamado Movimento do Iêmen do Sul exigindo à secessão sulista e o restabelecimento de um Estado independente no sul, o qual possui uma grande popularidade nesta parte do país, o que tem levado a um aumento das tensões e muitas vezes a violentos confrontos.